# Baszewice
Baszewice is een plaats in het Poolse district  Gryficki, woiwodschap West-Pommeren. De plaats maakt deel uit van de gemeente Gryfice en telt 284 inwoners. Tot 1945 was de plaats nog Duits; de Duitse naam was Batzwitz.

## Verkeer en vervoer
- Station Baszewice